# Elias Felber
Elias Felber (* 7. Jänner 1999) ist ein österreichischer Fußballspieler.

## Karriere

### Verein
Felber begann seine Karriere bei L.A. Riverside. Im Dezember 2005 wechselte er in die Jugend des SK Rapid Wien, bei dem er später auch in der Akademie spielte. Im August 2017 debütierte er für die Amateure von Rapid in der Regionalliga, als er am ersten Spieltag der Saison 2017/18 gegen die Amateure des SKN St. Pölten in der 60. Minute für Philipp Schobesberger eingewechselt wurde. Im Mai 2018 erzielte er bei einer 3:2-Niederlage gegen den SC Neusiedl am See sein erstes Tor in der Regionalliga. In seiner ersten Saison bei den Rapid-Amateuren kam er zu 22 Einsätzen, in denen er ein Tor erzielte.
Im Dezember 2018 erhielt er einen bis Juni 2022 laufenden Vertrag bei Rapid. In der Saison 2018/19 absolvierte er 28 Spiele und erzielte erneut ein Tor. Zur Saison 2019/20 wurde er an den Zweitligisten Floridsdorfer AC verliehen. Sein Debüt in der 2. Liga gab er im Juli 2019, als er am ersten Spieltag jener Saison gegen den Grazer AK in der Startelf stand. In jenem Spiel, das der FAC mit 2:0 gewann, erzielte er auch sein erstes Zweitligator. Bis zum Ende der Leihe kam er zu 25 Zweitligaeinsätzen für den FAC.
Nach dem Ende der Leihe kehrte er zu Rapid II zurück, das inzwischen in die 2. Liga aufgestiegen war. Für Rapid II kam er zu elf Zweitligaeinsätzen. Im Februar 2021 schloss er sich fest dem Ligakonkurrenten FAC an. In eineinhalb Jahren in Floridsdorf kam er diesmal zu 42 Zweitligaeinsätzen. Nach der Saison 2021/22 verließ er den FAC.
Nach einem Halbjahr ohne Klub wechselte Felber im Jänner 2023 zum Regionalligisten Kremser SC.

### Nationalmannschaft
Felber spielte im April 2014 erstmals für eine österreichische Jugendnationalauswahl. Im März 2018 absolvierte er gegen Schottland sein einziges Spiel für die U-19-Mannschaft.

## Persönliches
Sein Vater Andreas ist Sportmoderator beim ORF. Sein Großvater Oskar war ebenfalls Fußballspieler.